# کمیل (فیلم ۱۹۲۱)
کمیل (انگلیسی: Camille) یک فیلم است که در سال ۱۹۲۱ منتشر شد. از بازیگران آن می‌توان به رودولف والنتینو، آلا نازیمووا، آرتور هویت، و پتسی روت میلر اشاره کرد.